# Drehstromübertragung Lauffen–Frankfurt

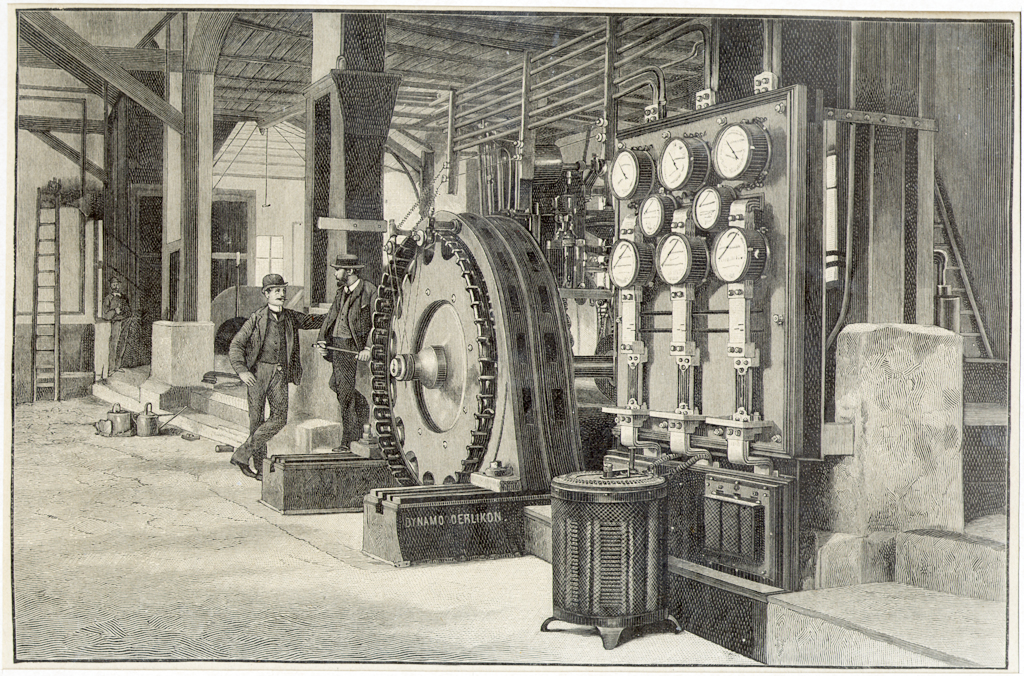
Der Drehstromgenerator in Lauffen mit rechts befindlicher Schalttafel, darunter die Dreiphasentransformatoren

Die Drehstromübertragung Lauffen–Frankfurt war die erste Übertragung elektrischer Energie mit hochgespanntem Drehstrom. Sie fand am Dienstag, dem 25. August 1891 um 12 Uhr mittags anlässlich der Internationalen Elektrotechnischen Ausstellung in Frankfurt am Main statt und wurde dort als Kraftübertragung Lauffen–Frankfurt präsentiert. Der erste Probelauf war bereits am Tag zuvor geglückt.

## Aufbau

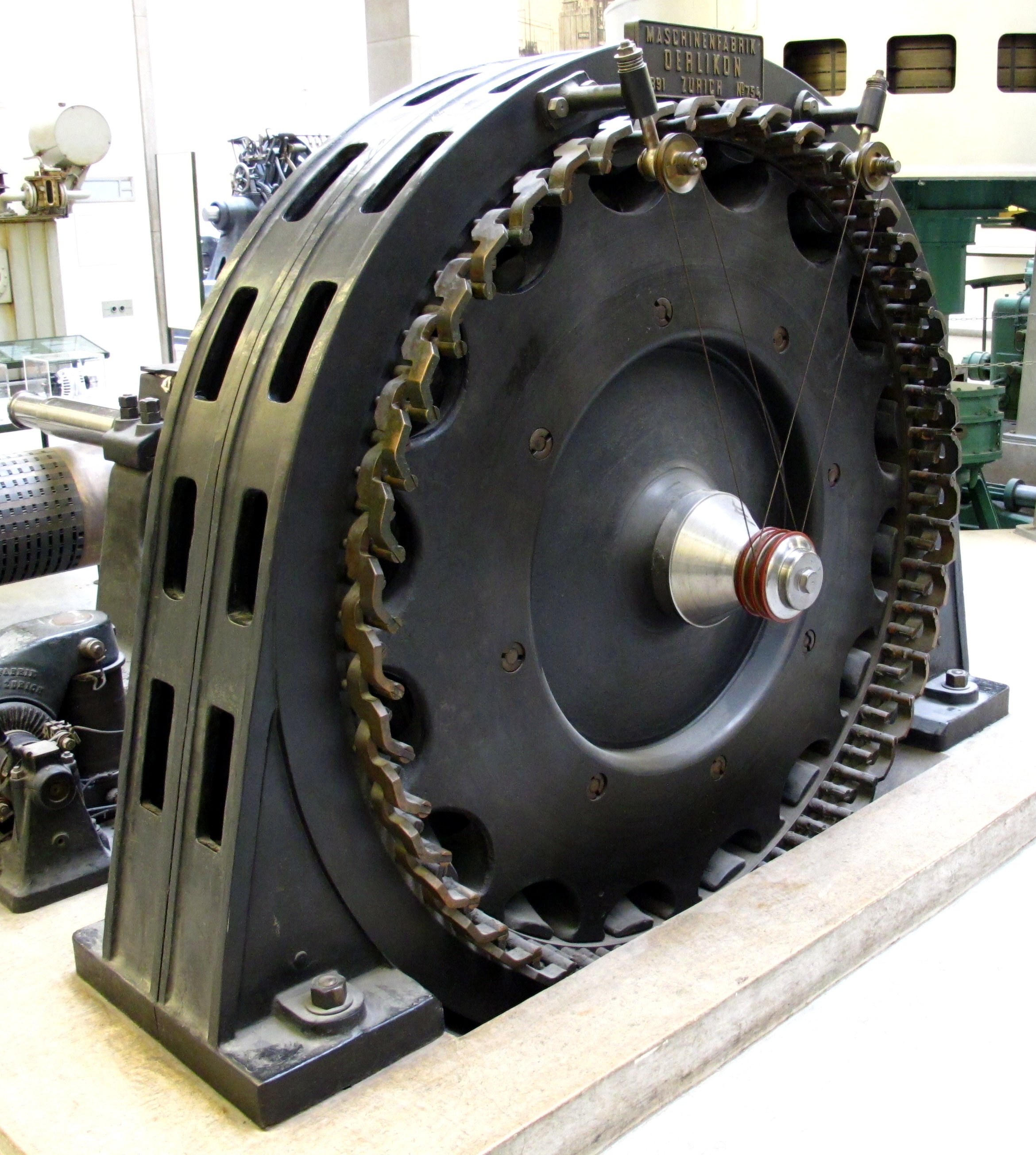
Originalgenerator der Drehstromübertragung aus Lauffen

Wesentliche Neuerung der Übertragungsstrecke war, dass der mit dem Generator erzeugte Dreiphasenwechselstrom mit einer sehr niedrigen Sternspannung von 55 V mittels eines Dreiphasenwechselstrom-Transformators, der sich neben dem Generator befand, auf 15 kV, später versuchsweise bis 25 kV, hochtransformiert und über eine 176 km lange Freileitung nach Frankfurt am Main weitergeleitet wurde. In Frankfurt wurde die Spannung mit einem weiteren Dreiphasentransformator auf 100 V umgesetzt und diente damit auf der damaligen Elektrotechnischen Ausstellung dazu, mehr als 1000 Glühlampen zu versorgen. Des Weiteren wurde damit ein 74 kW (100 PS) starker Drehstrom-Synchronmotor, welcher für 65 V ausgelegt war, angetrieben. Dieser trieb wiederum eine Pumpe für einen künstlichen Wasserfall auf dem Ausstellungsgelände an.
Die gesamte Anlage war von der AEG und der Maschinenfabrik Oerlikon unter Leitung von Oskar von Miller und Michail Ossipowitsch Doliwo-Dobrowolski konstruiert und gebaut worden. Die Transformatoranlage, der Generator und die Öl-Isolatoren wurden von Charles Brown jun. entwickelt. Die Fertigung der Isolatoren übernahm die Margarethenhütte in Großdubrau.

## Generator
Der Generator dieser Anlage, ausgeführt als Drehstrom-Synchronmaschine mit 221 kW (300 PS), befand sich im Zementwerk von Lauffen am Neckar, war als Innenpolmaschine ausgeführt und wurde durch Wasserkraft angetrieben. Aufgrund der niedrigen Generatorspannung im Stator von nur 55 V betrug der Strom im Ständer bei Volllast bis zu 1400 A, wodurch der Einsatz von massiven Kupferstangen von knapp 30 mm Durchmesser und einer thermisch stabilen Isolierung mit Asbestrohren notwendig war. Der rotierende Läufer war als Klauenpolrad mit 32 kammartig ineinandergreifenden Polstücken ausgestattet. Der von Akkumulatoren gelieferte Erregerstrom wurde dem Läufer über zwei Kupferdrahtschnüre zugeführt, die an seilrollenförmigen Kontaktringen im vorderen Bereich des Generators zur Achse hin befestigt waren. Der Generator war für 150 Umdrehungen pro Minute ausgelegt und wies am Stator 16 Poltripel auf. Die sich daraus ergebende Frequenz des Dreiphasenwechselstroms betrug 40 Hz, die bereits mit Ölkühlung ausgeführten Dreiphasentransformatoren waren zwei 100-kVA-Transformatoren von AEG und ein 150-kVA-Transformator von der Maschinenfabrik Oerlikon, von der auch die Synchronmaschine gebaut wurde.

## Streckenverlauf

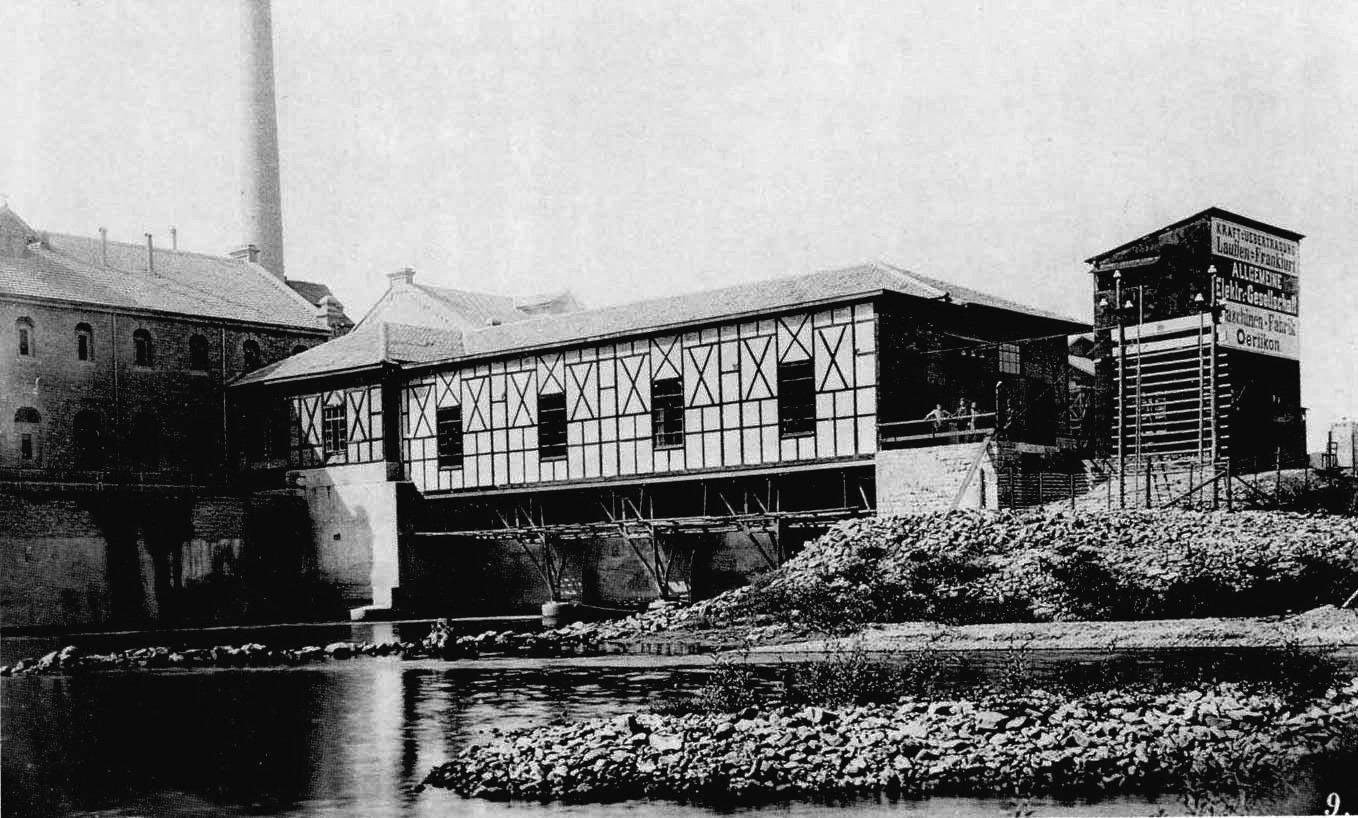
Das Kraftwerk am Mühlgraben in Lauffen, Auslass-Seite im Norden

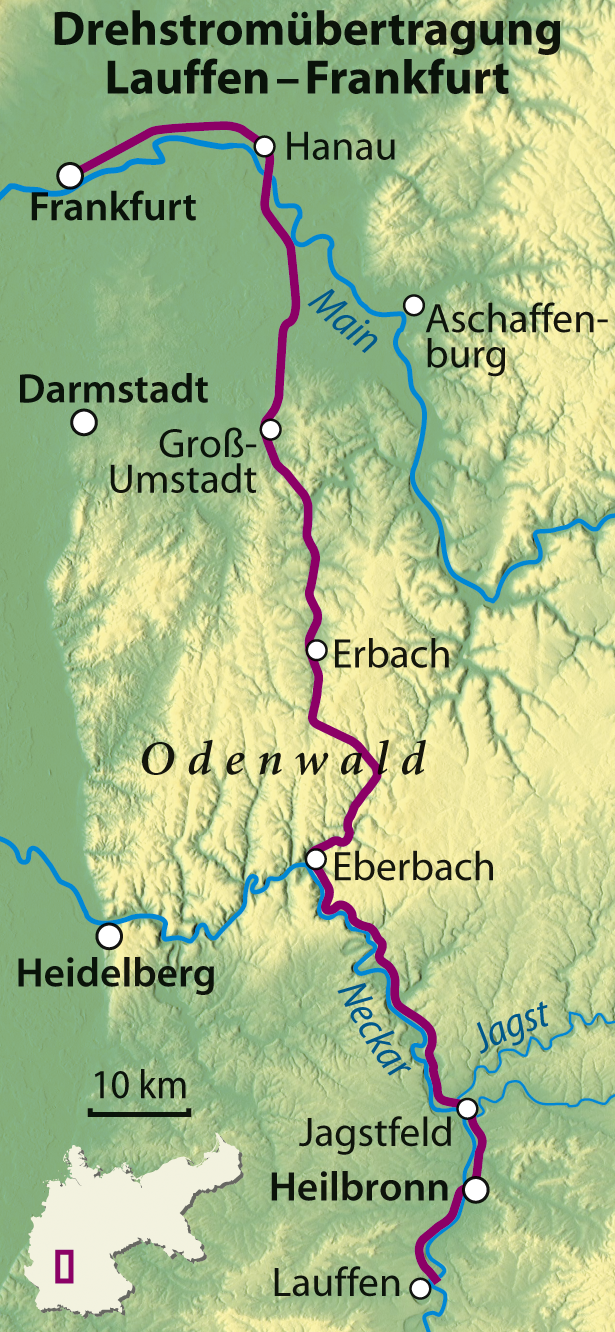
Der Streckenverlauf von Lauffen nach Frankfurt

Die Freileitung folgte hauptsächlich Eisenbahnstrecken. Vom Lauffener Kraftwerk überquerte die Leitung von der Insel aus zunächst den Neckar, um auf die gegenüberliegende Frankenbahn zu stoßen. Von dort aus folgte sie dem Gleis bis Jagstfeld und wechselte auf die Neckartalbahn. Ab Eberbach begleitete sie die Odenwaldbahn bis Hanau und ab dort die Frankfurt-Hanauer Eisenbahn bis zum Ausstellungsareal 1000 Meter vor dem neuen Frankfurter Hauptbahnhof. Die fünf Tunnel mussten weiträumiger umgangen werden, was insgesamt einen ca. sieben Kilometer längeren Streckenverlauf gegenüber dem Schienenweg erforderlich machte. Auf badischem Territorium mussten die Masten als Sicherheitsauflage zusätzlich umzäunt werden.
Die dreiphasige Freileitung erforderte etwa 3000 Masten, 9000 Öl-Isolatoren und 60 Tonnen Kupferdraht mit 4 mm Durchmesser. Der Übertragungsverlust betrug – für damalige Verhältnisse – nur sensationelle 25 %. Im späteren Betrieb mit 25 kV konnte der Verlust sogar auf 4 % reduziert werden.
Nach der Ausstellung wurde der Generator zur Stromversorgung von Heilbronn herangezogen, welches somit als erste Stadt der Welt eine Drehstromversorgung erhielt. Noch heute erinnert der Name des lokalen Energieversorgers (Zementwerk Lauffen – Elektrizitätswerk Heilbronn AG) an dieses Ereignis. Die Freileitung zwischen Heilbronn und Frankfurt verblieb im Besitz der Deutschen Reichspost und wurde fortan nur noch für die Telegraphie verwendet, während die Reststrecke weiterhin Heilbronn versorgte. Das Kraftwerk wurde nach 50 Jahren von einer stärkeren Anlage flussaufwärts abgelöst und wich wenig später dem Kanalbau. Der originale Generator steht seitdem im Deutschen Museum in München.

## Historische Bedeutung
Die unter den Elektrizitätspionieren der Welt lange und leidenschaftlich ausgetragene Debatte (in den USA sogar „Stromkrieg“), ob Energie zukünftig mit Gleichstrom oder Wechselstrom übertragen werden sollte, war eindeutig entschieden. Die Stromnetze wurden in der Fläche mit Wechselspannungen ausgebaut, von Höchstspannungen 380KV auf Fernleitungen bis zu 230 V im Haus. Einzelne Strecken oder kurze Netzkopplungen wurden und werden jedoch weiterhin mit verschiedenen Entwicklungsstufen der Gleichstromtechnologie als Hochspannungs-Gleichstrom-Übertragung betrieben.
Als weltweit erste Stadt nahm das nahe Lauffen gelegene Heilbronn im Januar 1892 die regelmäßige Fernversorgung mit Elektrizität auf, indem man die für die Übertragung nach Frankfurt am Main geschaffenen Lauffener Anlagen weiternutzte. Bis die letzte Ortschaft in Deutschland auf Wechselstrom umgestellt bzw. überhaupt elektrisch erschlossen wurde, vergingen jedoch noch fast 50 Jahre.

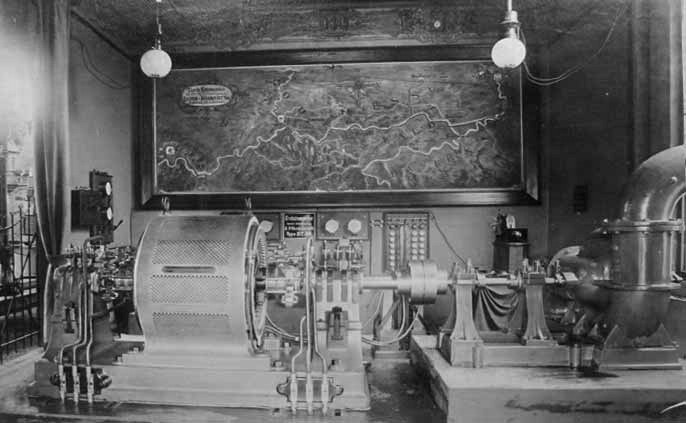
Der Drehstrommotor in Frankfurt mit gekoppelter Pumpe hinter dem künstlichen Wasserfall.
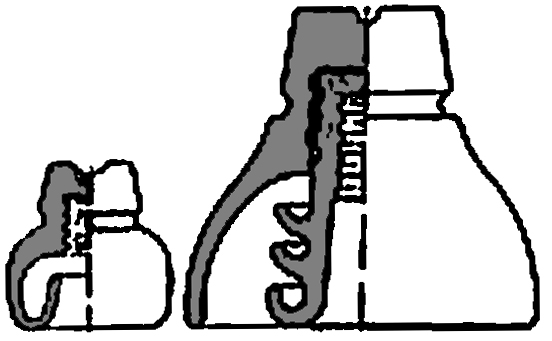
Skizze der Öl-Isolatoren, die damals zur Anwendung kamen.
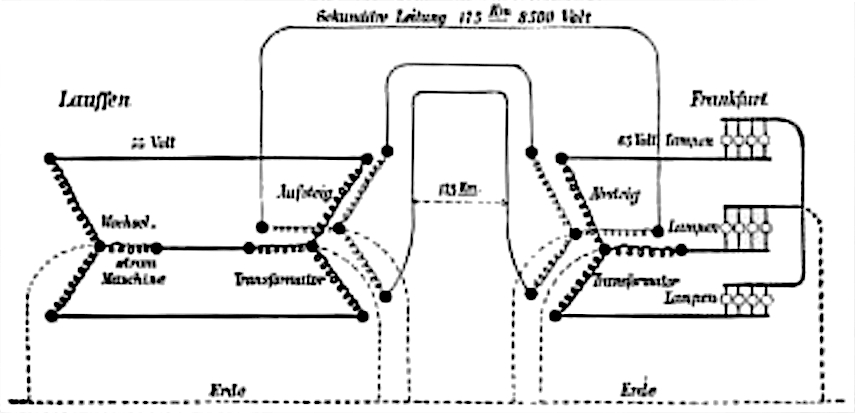
Erstes konzeptionelles Schaltungsschema, wo noch von 8.500 V die Rede ist
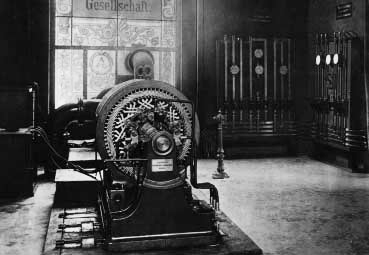
Rückansicht des Motors in Frankfurt. An den Wänden die Schalttafeln
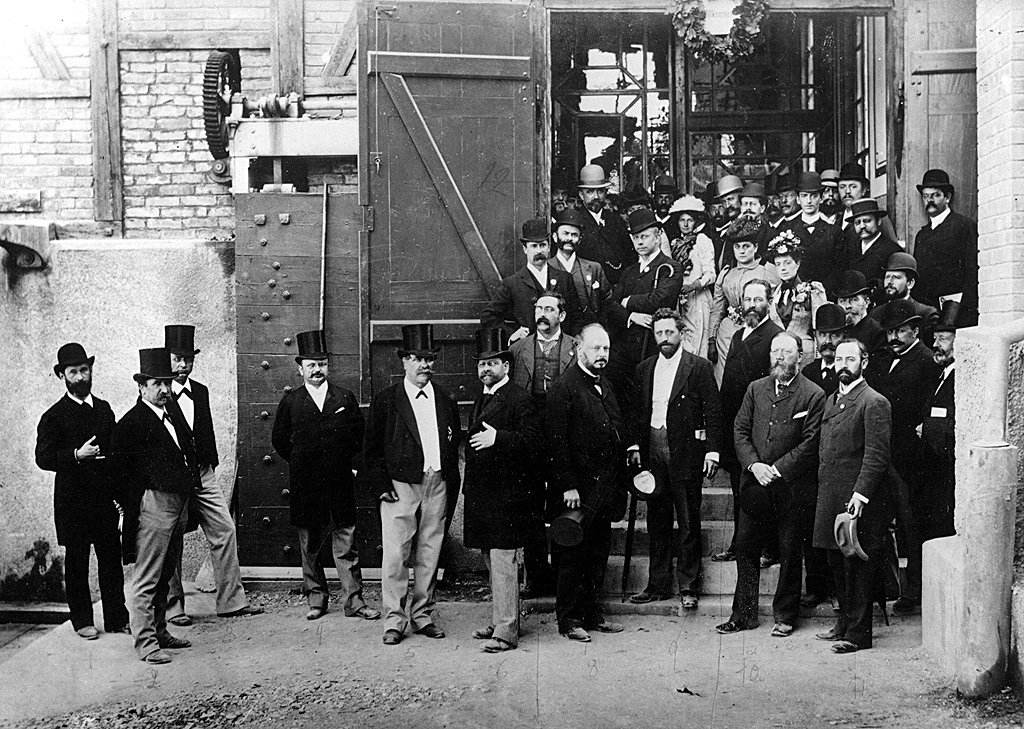
Besuch in Lauffen am  12. September 1891, u. a. Emil Rathenau (6.v.l.)